# II bitwa pod Orłem
II bitwa pod Orłem – jedna z bitew rosyjskiej wojny domowej.
Stoczona w rejonie miast Kromy i Orzeł, pod koniec listopada 1919 roku. Wycofująca się po klęsce pod Tułą, na południe armia białych zatrzymała się i próbowała kontratakować. Trwające 6 dni zacięte walki zakończyły się całkowitą klęską białych i wznowieniem ich chaotycznego odwrotu na południe.